# Jacques Jaccard
Jacques Jaccard (né le 11 septembre 1886 à New York, et mort le 24 juillet 1960 à Los Angeles) est un réalisateur, scénariste et acteur américain qui officia principalement dans le cinéma muet.

## Biographie
Jacques Jaccard réalisa 86 films et écrivit environ 80 scénarios. Son œuvre la plus connue est The Diamond from the Sky.
Il devint un membre de l'unité de production d'Universal Pictures chargée des serials, s'occupant plus particulièrement des scènes tournées en extérieur. Après l'avènement du cinéma parlant, Jacques Jaccard retourna à l'écriture de scénarios et dirigea chez Universal une équipe de dialoguistes qui travaillait sur des serials populaires tels que Gang Busters ou Adventures of the Flying Cadets (en).

## Filmographie partielle
- 1915 : The Diamond from the Sky
- 1916 : The Adventures of Peg o' the Ring, réalisé avec Francis Ford
- 1919 : A Phantom Fugitive
- 1919 : Cyclone Smith Plays Trumps
- 1919 : Tempest Cody Hits the Trail
- 1919 : Tempest Cody Flirts with Death
- 1919 : Tempest Cody Rides Wild
- 1919 : Tempest Cody's Man Hunt
- 1920 : Desert Love
- 1922 : The Fast Mail réalisé par Bernard J. Durning
- 1924 : Riders of the Plains (serial)
- 1926 : The Outlaw Breaker

### Crédit d'auteurs
- (en) Cet article est partiellement ou en totalité issu de l’article de Wikipédia en anglais intitulé « Jacques Jaccard » (voir la liste des auteurs).